# Заблотня
Заблотня (пол. Zabłotnia) — село в Польщі, у гміні Гродзиськ-Мазовецький Ґродзиського повіту Мазовецького воєводства.
Населення — 184 особи (2011).
У 1975-1998 роках село належало до Варшавського воєводства.

## Демографія
Демографічна структура станом на 31 березня 2011 року:
|          | Загалом | Допрацездатний вік | Працездатний вік | Постпрацездатний вік |
| -------- | ------- | ------------------ | ---------------- | -------------------- |
| Чоловіки | 91      | 14                 | 69               | 8                    |
| Жінки    | 93      | 15                 | 54               | 24                   |
| Разом    | 184     | 29                 | 123              | 32                   |